# Stade Municipal de Nouadhibou
Het Stade Municipal de Nouadhibou (Arabisch: الملعب البلدي لنواذيبو) is een multifunctioneel stadion in Nouadhibou, een stad in Mauritanië.
Het stadion wordt vooral gebruikt voor voetbalwedstrijden, de voetbalclub FC Nouadhibou maakt gebruik van dit stadion. Het is ook gebruikt voor het Afrikaans kampioenschap voetbal onder 20 van 2021. Op dat toernooi werden er vijf groepswedstrijden en de kwartfinale tussen Marokko en Tunesië (0–0) gespeeld.
In het stadion is plaats voor 10.300 toeschouwers.